# Martinsburg (Virgínia de l'Oest)
Martinsburg és una població dels Estats Units a l'estat de Virgínia de l'Oest. Segons el cens del 2009 tenia 17.112 habitants.

## Demografia
Segons el cens del 2000, Martinsburg tenia 14.972 habitants, 6.684 habitatges, i 3.689 famílies. La densitat de població era de 1.149,2 habitants per km².
Dels 6.684 habitatges en un 24,9% hi vivien nens de menys de 18 anys, en un 36,7% hi vivien parelles casades, en un 13,7% dones solteres, i en un 44,8% no eren unitats familiars. En el 37,6% dels habitatges hi vivien persones soles el 15,2% de les quals corresponia a persones de 65 anys o més que vivien soles. El nombre mitjà de persones vivint en cada habitatge era de 2,21 i el nombre mitjà de persones que vivien en cada família era de 2,92.
Per edats la població es repartia de la següent manera: un 23,1% tenia menys de 18 anys, un 9,6% entre 18 i 24, un 28,7% entre 25 i 44, un 22,3% de 45 a 60 i un 16,4% 65 anys o més.
L'edat mediana era de 37 anys. Per cada 100 dones de 18 o més anys hi havia 88,6 homes.
La renda mediana per habitatge era de 29.495$ i la renda mediana per família de 36.954$. Els homes tenien una renda mediana de 29.697$ mentre que les dones 22.212$. La renda per capita de la població era de 16.314$. Entorn del 14,7% de les famílies i el 20% de la població estaven per davall del llindar de pobresa.

## Poblacions més properes
El següent diagrama mostra les poblacions més properes.